# NGC 2859
NGC 2859 é uma galáxia espiral barrada (SB0-a) localizada na direcção da constelação de Leo Minor. Possui uma declinação de +34° 30' 48" e uma ascensão recta de 9 horas, 24 minutos e 18,6 segundos.
A galáxia NGC 2859 foi descoberta em 28 de Março de 1786 por William Herschel.